# Hjalmar Andersen
Hjalmar Johan „Hjallis“ Andersen  (* 12. März 1923 in Rødøy, Nordland; † 27. März 2013 in Oslo) war ein norwegischer Eisschnellläufer.

## Werdegang
Seinen Durchbruch im Eisschnelllauf erreichte Andersen, als er sich 1948 für die 1500 Meter für das norwegische Team für die Olympischen Spiele 1948 in St. Moritz qualifizierte. Er startete dann aber bei den Olympischen Spielen über 10.000 Meter, da er für die 1500 Meter nicht nominiert wurde. Der seinerzeitige 10.000-Meter-Lauf wurde jedoch wegen der schlechten Eisverhältnisse abgebrochen.

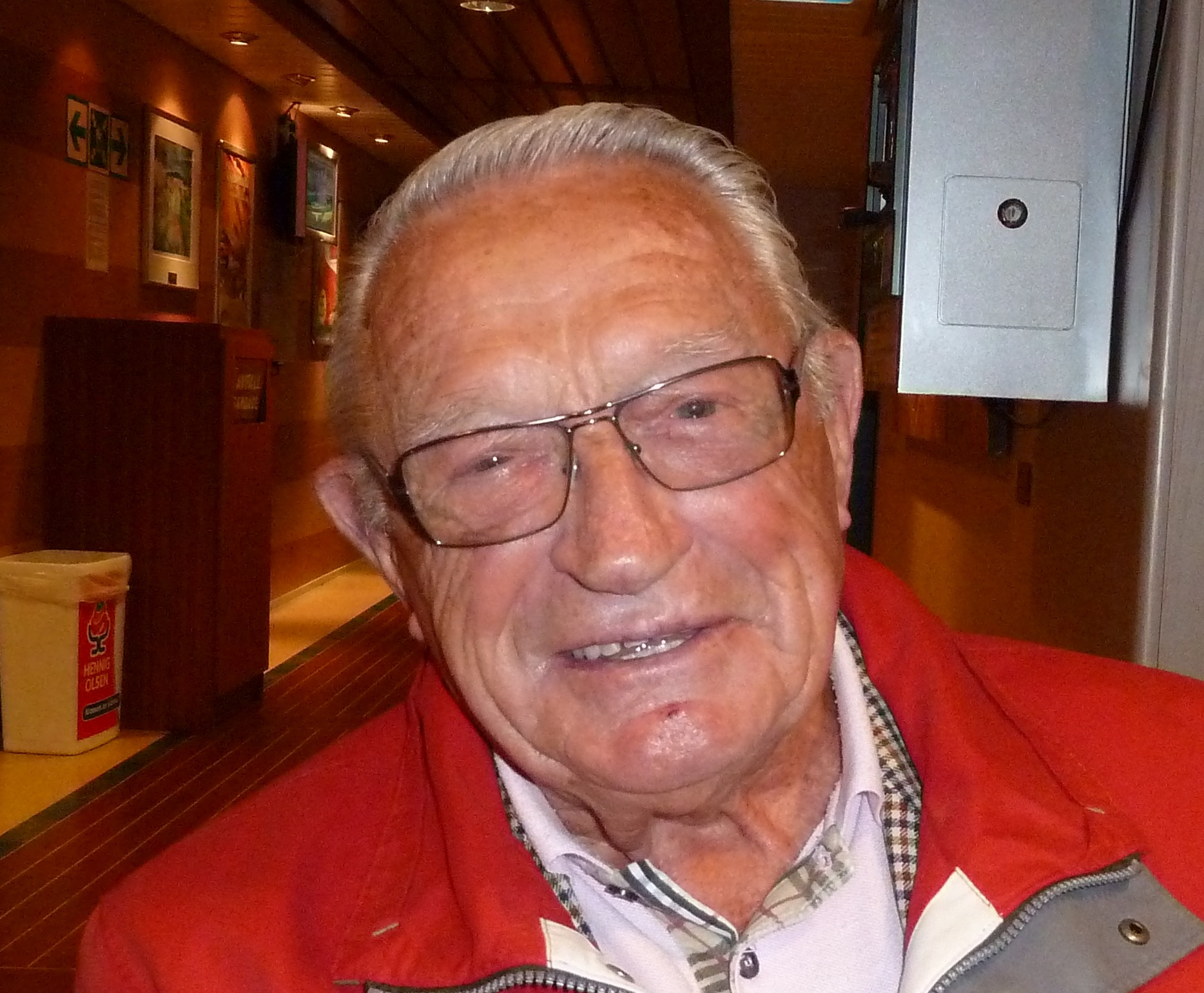
Hjalmar Andersen im Jahr 2010

Von 1950 bis 1952 war Andersen der weltbeste Eisschnellläufer und gewann dreimal den Weltmeistertitel und genauso oft die Europameisterschaft. Bei den Olympischen Spielen 1952 in Oslo siegte er über 1500, 5000 und 10.000 Meter.
Nach den Olympischen Spielen in Oslo trat er zunächst zurück, kehrte dann 1954 zur Europameisterschaft, bei der er Silber gewann, wieder zurück. Bei den Olympischen Spielen 1956 erreichte er den sechsten Platz über 10.000 Meter und wurde Elfter über 5000 Meter.
Während seiner Laufbahn stellte er fünf Weltrekorde auf und lief als Erster die 10.000 Meter unter 17 Minuten. Seine 16:32,6 min hatten bis zum 25. Februar 1960 Bestand, als sein Landsmann Knut Johanessen bei den Olympischen Spielen in Squaw Valley in 15:46,6 min gewann, aber auch bis zum fünftplatzierten Terrence Monaghan (16:31,6 min) wurde diese Zeit unterboten.
Andersen führte den Adelskalender zwischen 1952 und 1954 für 708 Tage an. Sein Bestwert betrug 187,446 Punkte.
1952 gewann er die Wahl zu Norwegens Sportler des Jahres sowie den erstmals gestifteten Fearnleys olympiske ærespris, 1949 die Morgenbladet-Goldmedaille.

## Persönliche Bestzeiten
| Strecke  | Zeit          | Datum            | Ort         |
| -------- | ------------- | ---------------- | ----------- |
| 500 m    | 43,7 s        | 13. Januar 1951  | Trondheim   |
| 1000 m   | 1:30,6 min    | 2. Februar 1954  | Davos       |
| 1500 m   | 2:16,4 min    | 6. Februar 1949  | Davos       |
| 3000 m   | 4:49,6 min    | 30. Januar 1954  | Davos       |
| 5000 m   | 8:06,5 min    | 29. Januar 1956  | Misurinasee |
| 10.000 m | 16:32,6 min 1 | 10. Februar 1952 | Hamar       |